# 陰森
《陰森》是由加拿大公司Endnight Games开发的第一人称开放世界生存电子游戏，已经于Microsoft Windows与PlayStation 4平台发行
。故事发生在加拿大卑詩省里被茂密森林覆盖的半岛中，玩家和一名小孩成为了坠机事件的幸存者。这是一款沙盒类游戏，没有强制性的目标要求与明显的任务提示，让必须生存下来的玩家自己做主。早期测试版游戏的评论大多正面。游戏于2014年5月释出早期测试版，并于2018年4月释出完整版。2018年11月释出PlayStation 4版。续作《森林之子》（英语：Sons of the Forest）已于2023年2月23日发行。

## 游戏玩法

游戏使用了日夜循环系统。在夜晚中，玩家必须保护自己不被和图中类似的突变体攻击。

在《森林》中，玩家和儿子将会遭遇坠机，之后“食人肉者”把玩家的儿子抓走了。玩家必须建造庇护所、武器和其他生存工具并在被森林覆盖的半岛中生存。除了多种林地生物以外，岛上还住着一群夜间活动且同类相食的突变体，他们居住在地面上的村子以及半岛下方很深的洞穴。他们在不需要时都不会对玩家产生敌意，但他们平时的行为举止富於攻擊性，尤其是在夜间。。玩家进行游戏并探索森林地下的洞穴时，他也会遇到越来越多奇怪的突变体，包括畸形的婴儿和拥有额外附肢的突变体。
游戏带有日夜循环，玩家能够在日间建造庇护所和设置陷阱、进行捕猎以及收集供给，并在夜间保护自己。

## 剧情
玩家将操纵艾利克·勒布朗。游戏开始时玩家和他儿子提姆·勒布朗乘坐飞机，但中途却因不明原因坠机在遥远的岛上。虽然父子兩人存活，但艾利克却无助地看着一位脸上涂了红色颜料的男人抓走儿子。玩家除了在野外生存、抵挡敌对动物和野生且同类相食的突变体以外，也必须搜寻半岛找到儿子（若玩家直接划船離開島嶼，則艾利克會在到達地圖邊緣的時候拿起提姆的相片並停下手中的槳）。森林中留下了线索让玩家了解故事，但大多数的剧情都发生在半岛下的洞穴中。
最后，艾利克发现了一所废弃的地下实验室，科学家在那里研究人工起死回生，但结果却需要一名小孩的牺牲。玩家也发现到这名绑架犯已经尝试通过牺牲玩家的儿子让他的女儿复活。不过，玩家发现科学家的女儿已经突变成了充满攻击性的食人怪物，就和在半岛活动的其他突变体类似。玩家遭遇那名小孩，但小孩在攻击玩家之前突然因再度突变而剧烈疼痛，最终死亡。玩家尝试使用女孩的尸体复活他的儿子，但最终因实验需要活生生的小孩而失败。玩家继续探索实验室并发现到另一个人工仪器，能够产生电磁脉冲拉近附近的飞机，暗示这就是坠机的原因。
此時結局會根據玩家的選擇產生變化，若玩家選擇用電腦關閉地下實驗室，則艾利克會來到雪地中並燒毀提姆的相片，並再也不離開這座島嶼，玩家可以繼續進行生存。
若玩家使用该仪器导致另一架飞机坠机，找出一名牺牲者并复活他的儿子。則時間會來到一年后，逃離島嶼艾利克與復活的提姆被邀请到讲座以推销玩家写作并记录他经验的书。不过在讲座途中，提姆突然倒下并开始突变，暗示了他正在遭遇科学家女儿同样发生过的事情。提姆在長大的過程中為了解除身體的變異，不停的尋找文獻資料，劇情也由此銜接到續作《陰森之子》。

## 开发
《森林》曾受到《深入绝地》和《食人族大屠杀》等邪典电影以及《饥荒》等电子游戏的啟發，并于2013年作为Steam青睐之光的一部分被接受。开发者 Endnight Games 表示迪士尼也是游戏的启发来源之一，评论说他们不想要整个游戏都变得“黑暗沉重”。开发者设计游戏支持Oculus Rift。开发团队也发布了多人模式的补丁，说明合作游戏模式能够给游戏增加一种随机感，不过他们希望避免一种像是《DayZ》或《腐蚀》的巨型多人感觉。
开发团队曾经给像是《蜘蛛人驚奇再起2：電光之戰》和《創：光速戰記》的电影制作视觉效果。游戏起初使用Unity 4作为游戏引擎，但在2015年4月的更新中更换成了Unity 5。2014年12月，开发者宣布游戏将会登陆PlayStation 4平台。游戏于2018年4月30日发布了完整版，开发者也在同一天宣布VR版游戏将会在5月22日出炉。

## 回响
| 汇总媒体   | 得分 |
| ---------- | ---- |
| Metacritic | 81%  |

| 媒体        | 得分   |
| ----------- | ------ |
| Destructoid | 9/10   |
| IGN         | 8.4/10 |
| KeenGamer   | 8/10   |

根据电子游戏评价汇总媒体Metacritic，《森林》获得了81%的平均成绩，属于“基本正面”的评价。
IGN给予了8.4/10的评分，表示“《森林》将探索、发现和食人混合在了一个充满故事的恐怖生存世界”。而Destructoid则给予了此游戏9/10分的成绩，形容此游戏充满了“杰出的特点。虽然游戏有些瑕疵，但这些都微不足道且不会造成大量伤害”。PC Gamer也评论“当一个只有四人的队伍能够制作出这么惊人的作品时，成为一个电脑游戏玩家就成了一件很荣幸的事”。
KeenGamer给出了9/10的评价，同时一一指出了游戏的优点及缺点。作者认为游戏有着漂亮的视觉效果、优秀的音效和音乐品质、动画品质以及非常深入的建造系统。总的来说，他认为此游戏充满了沉浸感，但他表示首次启动游戏时游戏的幀率除了一些问题，并且游戏中的食人肉者设计仍需要一些改进。

## 续作
续作《森林之子》已于2023年2月23日在steam平台以抢先体验模式发售。

### 剧情
《森林之子》衔接前作《森林》的剧情，讲述当年年幼的迪米被父亲用撒哈拉公司的机器复活后（本作延续的是前作的救回儿子的结局）。带着疑似特种部队的成员，来到了前作的岛屿，并且在岛上寻找父亲没有发现的秘密和阴谋。